# Dane (marque)
Pour les articles homonymes, voir Dane.
Dane est une société danoise spécialisé dans l'équipement du motard. À l'origine, l'entreprise se concentrait sur la création de vestes et de pantalons protégeant des intempéries, puis elle s'est spécialisée dans la confection de vêtements pour une utilisation à moto. Cette marque a été la première à intégrer du Gore-Tex dans un vêtement moto.

## Historique
Dane a été fondée en 1970 au Danemark avec la production de pantalons et de vestes destinés à lutter contre des conditions météo délicates. C'est en 1982 qu'elle a commencé intégrer des protections aux coudes, épaules, et genoux afin de destiner ses vêtements aux motards.
En 1986, Dane entame une collaboration avec la société Gore, créatrice du Gore-Tex, en vue de pouvoir intégrer pour la première fois ce matériau dans une veste ou un pantalon destiné à l'usage de la moto. C'est en 1989 que ces produits apparaissent, avec des blousons et pantalons intégrant une membrane Gore-Tex entre la couche externe et la doublure interne.
Aujourd'hui, cette marque est distribuée en Europe par l'intermédiaire du réseau Motoport, siégeant aux Pays-Bas et bénéficiant de distributeurs dans plusieurs pays, dont la France depuis 2012.